# 墨俣町
墨俣町（すのまたちょう）は、かつて岐阜県安八郡にあった町である。
永禄10年（1567年）の織田信長による美濃攻めの際、家臣であった木下藤吉郎（のちの豊臣秀吉）が一夜にして城を築いたという故事「墨俣一夜城」で知られる。2006年（平成18年）3月27日に養老郡上石津町とともに大垣市に編入された。編入後は大垣市の地域自治区「墨俣町地域自治区」となっている。

## 地理
編入先の大垣市とは隣接していないため、同市の飛び地となった。なお、同時に編入された上石津町も飛び地となった。

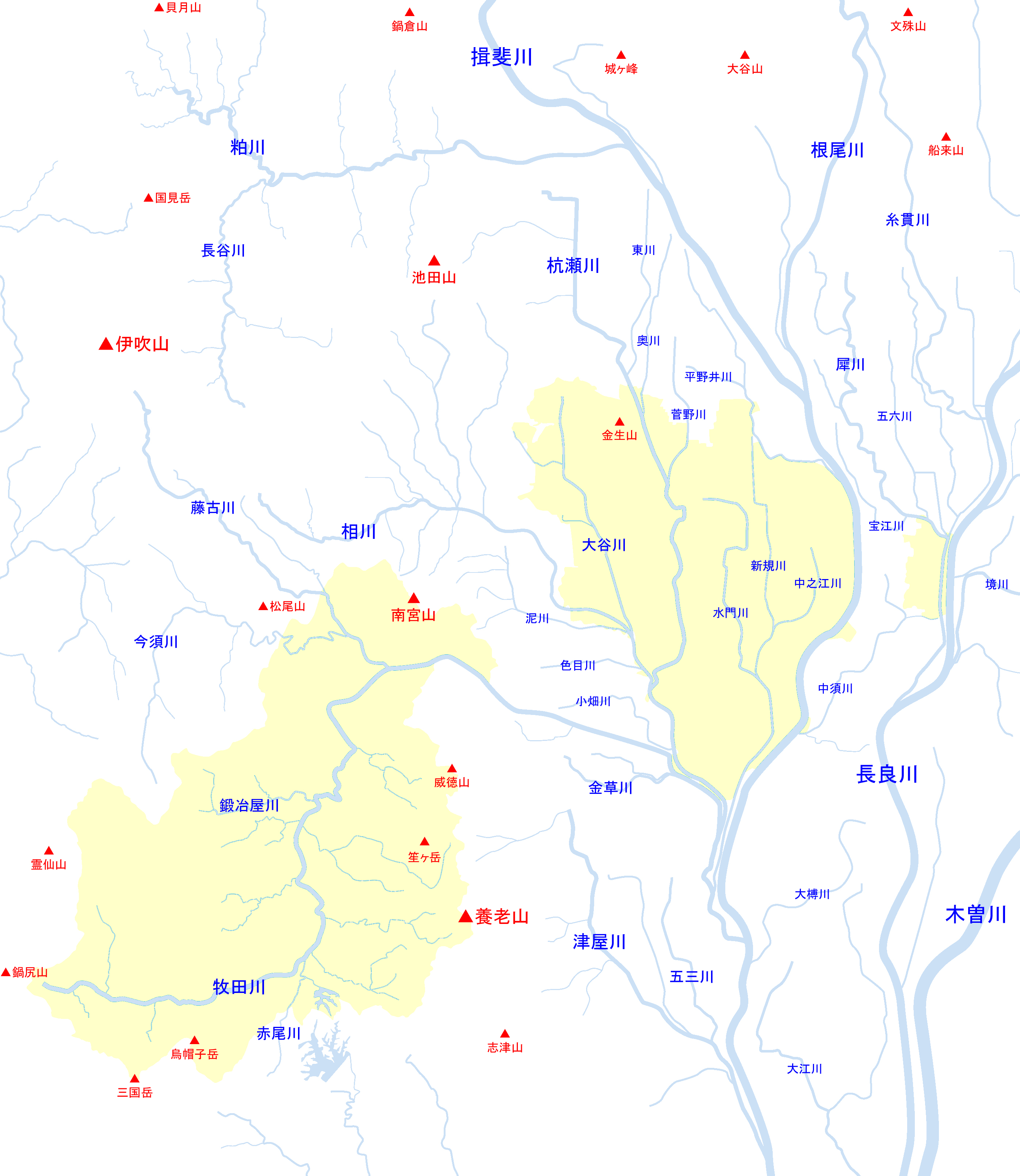
大垣市周辺河川の位置関係図

- 河川：長良川、犀川、新犀川

### 隣接していた自治体
- 岐阜市
- 羽島市
- 瑞穂市
- 安八郡 安八町

## 歴史

### 年表

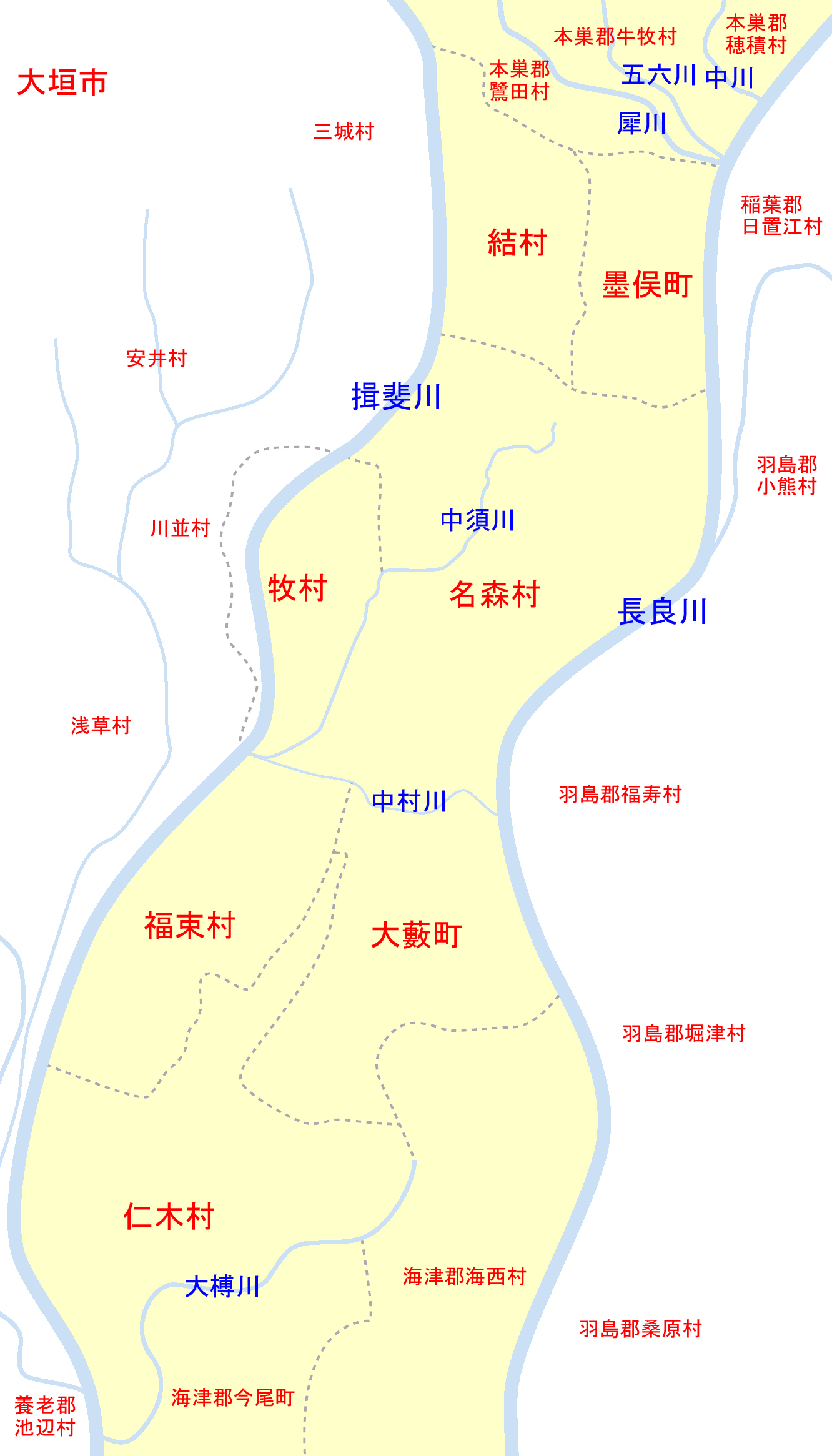
犀川事件当時の周辺自治体の位置関係図

- 1889年（明治22年）7月1日 - 町村制施行により墨俣村が成立。
- 1894年（明治27年）9月24日 - 町制施行により墨俣町となる。
- 1897年（明治30年）4月1日 - 墨俣町・西橋村・下宿村・二ツ木村が合併して墨俣町となる。
- 1929年（昭和4年）1月 - 犀川事件が勃発する。これに先立ち同月7日に町長が辞職[1]。
- 1957年（昭和32年） - 昭和の大合併として大垣市への編入合併を議決して岐阜県に申請したが、飛び地であることを理由に認められなかった。
- 1974年（昭和49年）1月1日 - 本巣郡穂積町と境界変更[2]。
- 1979年（昭和54年）12月1日 - 安八郡安八町と境界変更[2]。
- 2006年（平成18年）3月27日 - 上石津町とともに大垣市に編入された[2]。

### 日本一面積の小さい市町村
2006年（平成18年）3月1日にこれまで日本一面積の小さい市町村であった高知県赤岡町（現：香南市）が合併で廃止したため、墨俣町が日本一面積の小さい市町村となった。なお、墨俣町は同月27日に大垣市に編入したため一番だった期間は26日間である。かわって富山県舟橋村が日本一面積の小さい市町村となった。地方自治体に関する日本一の一覧#面積も参照。

## 行政
- 町長：栗田金一（1996年6月30日 - 2006年3月27日）
  - 2000年（平成12年）1月には九州への視察旅行の際にストリップ劇場に入店したことが問題となったが、同年の町長選挙では無投票で再選されている。

## 教育

### 小学校
- 墨俣町立墨俣小学校（現・大垣市立墨俣小学校）

### 中学校
- 安八郡墨俣町安八町学校組合立東安中学校（現・大垣市安八郡安八町組合立東安中学校）
  - 墨俣町ではなく安八町にある。

### 高校
- 岐阜県立大垣桜高等学校

### 2006年以前に廃校となった学校
- 組合立岐阜県大垣東高等学校（1963年廃校）

## 交通

### 鉄道
町内を鉄道路線は通っていない。最寄り駅は、JR東海東海道線穂積駅であるが、大垣駅からも近い。

#### 計画路線
昭和初期から1960年代まで、町内の国道21号（岐垣国道、現・岐阜県道31号岐阜垂井線）を経由して大垣と岐阜や羽島とを結ぶ鉄道計画が存在していた。養老鉄道養老線#岐阜延伸計画を参照。

### 路線バス
- 岐阜バス
  - おぶさ墨俣線
- 名阪近鉄バス
  - 岐垣線
  - 安八穂積線

### 道路
町内に高速道路や一般国道はなかった。
主要地方道
- 岐阜県道23号北方多度線
- 岐阜県道31号岐阜垂井線

一般県道
- 岐阜県道172号牛牧墨俣線
- 岐阜県道195号岐阜千本松原公園自転車道線
- 岐阜県道219号安八平田線

## 娯楽
- 盛栄座 - 映画館

## 名所・旧跡・観光スポット

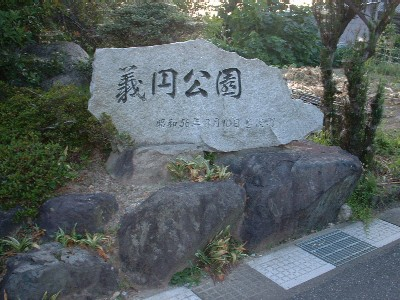
義円公園入口

- 墨俣城（墨俣一夜城（歴史資料館））
- 美濃路墨俣宿
- 鎌倉街道
- 義円公園